# Blixt-Grodon
Blixt-Grodon är en serie av Lars "Lon" Olsson i Stockholmsstudenternas tidning Gaudeamus 1964-1987. 
Avsnitt av serien finns samlade i Blixt-Grodon. Sthlm: Antikvariat Blå tornet, 1968 och i Blixt-Grodon : hjältarnas hjälte. Sthlm: Sam J Lundwall fakta & fantasi, 2002.